# Microregiunea Sárvár
Microregiunea Sárvár (în maghiară Sárvári kistérség) a fost o microregiune statistică (kistérség) din județul Vas, Ungaria.
Cu o populație de 35.417 locuitori și o suprafață de 601,97 km2, aceasta a existat până în 2014, când în Ungaria, microregiunile ”kistérségek” au fost înlocuite de districte (járások).